# Région de bien-être de Kanta-Häme
La région de bien-être de Kanta-Häme (en finnois : Kanta-Hämeen hyvinvointialue) est un organisme public indépendant des municipalités et de l'État chargé des services sociaux, de santé et de secours en Kanta-Häme.
C'est l'une des 23 régions de bien-être de Finlande.

## Municipalités
La région compte 11 municipalités, dont 3 villes.
- Forssa
- Hattula
- Hausjärvi
- Humppila
- Hämeenlinna
- Janakkala
- Jokioinen
- Loppi
- Riihimäki
- Tammela
- Ypäjä

## Services
La responsabilité légale de l'organisation des services sociaux et de santé et de secours passera des municipalités à la région de bien-être de Kanta-Häme à partir du 1er janvier 2023.

### Soins de santé
Les municipalités font partie du District hospitalier de Kanta-Häme.
La région est servie par l'hôpital central de Kanta-Häme et par l'hôpital de Riihimäki.

### Opérations de secours
En termes d'opérations de secours d'urgence, les municipalités de la région de bien-être de Kanta-Häme dépendent du service de secours de Kanta-Häme.

## Politique et administration
Les élections régionales finlandaises de 2022 ont eu lieu le 23 janvier 2022 afin de désigner pour la première fois les 59 conseillers régionaux élus pour 3 ans pour administrer la région de services du bien-être de Kanta-Häme. La répartition des voix et des sièges sont les suivantes :
| Parti    | Parti                           | Voix   | %    | Sièges |
| -------- | ------------------------------- | ------ | ---- | ------ |
|          | Parti social-démocrate          | 16 219 | 25,0 | 15     |
|          | Vrais Finlandais                | 7 505  | 11,6 | 7      |
|          | Parti de la coalition nationale | 14 846 | 22,9 | 14     |
|          | Parti du centre                 | 9 872  | 15,2 | 9      |
|          | Ligue verte                     | 3 698  | 5,7  | 3      |
|          | Alliance de gauche              | 6 587  | 10,2 | 6      |
|          | Chrétiens-démocrates            | 3 400  | 5,2  | 3      |
|          | Mouvement maintenant            | 1 418  | 2,2  | 1      |
|          | Le pouvoir appartient au peuple | 604    | 1,2  | 0      |
|          | Pienten kuntien puolesta        | 807    | 1,2  | 1      |
| Sources: |                                 |        |      |        |